# Iracemápolis
Iracemápolis är en stad och kommun i delstaten São Paulo i södra Brasilien. Kommunen hade år 2014 cirka 22 000 invånare. Iracemápolis ligger några kilometer väster om den större staden Limeira.